# Ты, который нашёл
«Ты, который нашёл» — мини-альбом российской группы «Аффинаж». Записан в декабре 2017 года в Санкт-Петербурге на студии «Добролёт» и выпущен 2 марта 2018 года. Является первой частью концептуального альбома «Золото».

## История появления
6 января 2018 года, в день рождения Михаила Калинина, «Аффинаж» представляет сингл «Лучше всех», 5 февраля выпускает на песню клип. 16 февраля группа анонсирует новый мини-альбом под названием «Ты, который нашёл» как первую часть большого релиза и сообщает, что ведётся работа над второй частью.
«Ты, который нашёл» увидел свет 2 марта 2018 года. В него вошли шесть композиций, объединённых общей темой. После релиза трек «Солнце» в хит-параде «Чартова Дюжина» попал в пятёрку, а затем в тройку песен недели. По данным на 8 марта 2018 года альбом занял четвёртое место по продажам в России через Google Play.
24 марта группа отправилась в тур «Лучше всех». Первые живые презентации альбома состоялись 24 марта в Минске, 5 апреля в Санкт-Петербурге и 8 апреля в Москве.

## Концепция
По задумке музыкантов, альбом «Золото» состоит из трёх частей, неразрывно связанных между собой. Это три измерения, через которые проходит лирический герой, очищаясь подобно золоту. В первой части — «Ты, который нашёл» — он находится в неограниченном, открытом пространстве, где хаос и снаружи, и внутри. Каждую песню герой теряет что-то важное — свет солнца, любовь, уверенность в себе, радость. В финале первой части появляется второй герой — «некий образ друга, который протягивает руку из темноты и выводит лирического героя в другое пространство, уже ограниченное» — в «Комнату с личными вещами».
Обложку альбома нарисовал художник из Ростова-на-Дону Евгений Зубков.

## Критические отзывы
Сергей Мезенов, рецензируя этот альбом на Colta.ru, отметил, что мини-альбом до какой-то степени стал возвращением к надрывному звучанию «Русских песен», указал на возросшую роль бас-гитары в музыке группы и высказал мнение, что из-за возросшей за этот счёт ритмичности (и даже танцевальности) она «странным образом становится доступнее и ближе сердцу».
Рок-бард Александр «Бранимир» Паршиков сравнил новый музыкальный материал «Аффинаж» с Beirut и Fleet Foxes, однако добавил, что группа не нуждается в аналогиях и «такую музыку в России никто не делает».
Лидер группы «Разные Люди» Александр Чернецкий приравнял появление «Ты, который нашёл» к выходу нового альбома Бориса Гребенщикова и релизу группы ДДТ, а «Аффинаж» назвал «связующим звеном молодого поколения с теми, кто навсегда остался символами и явлениями отечественной рок-музыки».
По словам музыканта и дирижёра Никиты Дубова, в альбоме нет залихватской избыточности звука «Русских песен», монохромности «Сделай моря», лёгкой расхристанности «Я и Мёбиус едем в Шампань», а привычная полифоничность становится заострённо линеарной: «Каждое решение (гармонии, аранжировки, мелодии) бескомпромиссно и уже опасно близко к совершенству. Не чувствуется абсолютно никакой национальной принадлежности, есть только чистый музыкальный дистиллят».

## Список композиций
Все тексты написаны Михаилом Калининым, вся музыка написана группой «Аффинаж».
| №                   | Название            | Длительность |
| ------------------- | ------------------- | ------------ |
| 1.                  | «Солнце»            | 4:02         |
| 2.                  | «Лучше всех»        | 3:11         |
| 3.                  | «Твой главный враг» | 3:07         |
| 4.                  | «Я — печаль»        | 2:33         |
| 5.                  | «Радость»           | 3:44         |
| 6.                  | «Музыка»            | 2:20         |
| Общая длительность: | Общая длительность: | 18:57        |

## Участники записи
- Александр Корюковец — баян, родес-пиано, перкуссия, бэк-вокал
- Сергей Сергеич — бас-гитара, бэк-вокал
- Саша Ом — второй голос, тромбон, гитара, перкуссия, саунд-дизайн
- Эм Калинин — тексты, голос, гитара

Записью, сведением и мастерингом занимался Андрей Кулешов.